# Áradás (film)
Az Áradás (eredeti cím: Straume) 2024-es koprodukciós  számítógépes animációs fantasyfilm, amelyet Gints Zilbalodis rendezett, forgatókönyvét pedig Gints Zilbalodis és Matīss Kaža írták.
A filmet a 2024-es cannes-i fesztiválon mutatták be először, a kritikusoktól pedig rögtön dicsérő kritikákat kapott. Számos díjat bezsebelt, köztük a legjobb animációs játékfilmnek járó Európai Filmdíjat, a legjobb animációs film Oscar-díját, valamint a legjobb animációs filmnek járó Golden Globe-díjat. A 97. Oscar-gálán jelölést kapott a legjobb nemzetközi játékfilm kategóriában is.
Magyarországon 2025. február 6-án mutatták be a mozikban.

## Cselekmény
Egy sötétszürke macska barangol az erdőben, amikor egy kutyafalka érkezik a folyóhoz halat fogni. Amikor két kutya összeveszik egy halon, a macska ellopja azt, de a kutyák azonnal üldözni kezdik. A macska lerázza őket, ám észreveszi, hogy egy szarvasrudli vágtázik felé, majd egy szökőár sodorja el. A macska és a kutyák a magasabb területre menekülve túlélik az áradást. Egy sárga labrador retriever követi a macskát egy elhagyatott kunyhóig, amelyet fa macskaszobrok díszítenek. Mindketten észreveszik, hogy a vízszint gyorsan emelkedik, ezért a labrador csatlakozik a többi kutyához egy csónakban. Amikor az ár teljesen elönti a kunyhót, a macska felmászik egy óriási macskaszobor tetejére, de a vízszint eléri a szobor fejét. Ahogy a víz teljesen elnyeli a szobrot, a macska egy közeledő vitorlásra ugrik, amelyen egy kapibara utazik.
Másnap reggel a hajó egy részben elárasztott erdőn halad át. A macska a fedélzetről a vízbe esik, miközben egy fehér kígyászkeselyűt próbál elkerülni. A macska lassan süllyedni kezd, de egy bálna megmenti a fulladástól. A kígyászkeselyű megragadja a macskát, de az kiszabadítja magát és visszakerül a hajóra. Ahogy a vízszint tovább emelkedik, a kapibara egy gyűrűsfarkú makit is meghív a fedélzetre, aki egy kosár apróságot hoz magával. Később a három állat partra száll, és hozzájuk csatlakozik a labrador. Találkoznak egy csapat kígyászkeselyűvel, amelyek ellenségesen viselkednek velük. A macska elfut, de a keselyűk sarokba szorítják. Az első kígyászkeselyű, amely találkozott a macskával, könyörög a vezetőnek, hogy kímélje meg az életét, de párbajban alulmarad, és eltörik a szárnya, mielőtt a csapat magára hagyja. Repülési képességét elveszítve a kígyászkeselyű csatlakozik a legénységhez.
A legénység egy félig elárasztott városba érkezik, amely a hatalmas kőoszlopok tövében fekszik. A kapibarától tanulva a macska fejleszti úszási képességét, hogy saját maga is halat tudjon fogni és elláthassa a legénységet. Később a csapat észreveszi a többi kutyát, akik egy harangtoronyban rekedtek. A kígyászkeselyű eleinte vonakodik segíteni rajtuk, de miután a macska beleegyezését adja, kelletlenül hagyja, hogy a kapibara átvegye az irányítást és megmentse a kutyákat. Amikor a hajó egy hatalmas kőoszlop-formáció között halad át egy heves viharban, a kígyászkeselyű elrepül, miután visszanyerte repülési képességét. A macska ismét a vízbe esik, de kiúszik a partra és felmászik az egyik oszlop tetejére, ahol újra találkozik a kígyászkeselyűvel. Hirtelen egy erős fény emeli őket a levegőbe. A fény azonban visszaengedi a macskát a földre, míg a kígyászkeselyű a fény felé repül és eltűnik.
A macska megpróbál visszaúszni a hajóhoz, de az túl messze van. Azonban talál egy üvegúszót, és azt használja, hogy a vízen maradjon. Hirtelen a vízszint gyorsan csökken, mivel egy törésvonal lecsapolja az óceánt. Sok idő elteltével, miközben az erdőn keresztül barangol, a macska újra találkozik a makival, aki elvezeti őt a fára akadt hajóhoz. A kutyák leugranak a hajóról, de amikor a kapibara is megpróbál távozni, a fa a hajó súlya alatt recsegni kezd. A macska átadja a hajó kötelét a makinak és a kutyáknak, akik együtt próbálják a hajót magukhoz húzni. Ám a kutyák otthagyják a labradort és társait, amikor egy nyúl elvonja a figyelmüket. A kapibara és a macska még időben leugranak, mielőtt a hajó és a fa lezuhanna a szikláról. Amikor a legénység éppen ünnepelni kezd, egy újabb szarvascsorda tűnik fel. A macska követi a csordát, míg meg nem látja a bálnát, amely az erdőben rekedt. A macska megnyugtatja a bálnát, mielőtt a kapibara, a labrador és a maki csatlakoznának hozzá. Együtt nézik saját tükörképüket egy pocsolyában.
A stáblista után egy bálna látható, amint az óceán felszínén úszik.

## A film készítése
2012-ben Gints Zilbalodis lett filmrendező készítette az Aqua című rövidfilmet, amely egy macskáról szól, aki legyőzi az óceántól való félelmét. Az Aqua alapkoncepciója szolgált alapul az 'Áradás című filmhez. A 2024-es egész estés animációs film, hasonlóan elődjéhez, párbeszéd nélkül készült. Zilbalodis szerint Jacques Tati inspirálta a film vizuális történetmesélését. Érdekesség, hogy a filmhez nem készültek törölt jelenetek, mivel minden részletet alaposan megterveztek és felhasználtak.
A film fejlesztése során, 2022-ben a film anyagait bemutatták a bordeaux-i Cartoon Movie fórumon. A produkciót több szervezet támogatta anyagilag, köztük a Lett Nemzeti Filmalap, a Lett Állami Kulturális Tőkealap, a Centre national du cinéma et de l'image animée, az ARTE France, az Eurimages, az RTBF és a Belga Adókedvezmény. Az animációt főként Franciaországban és Belgiumban készítették Blender szoftverrel, amely egy nyílt forráskódú, ingyenes 3D-s animációs program.
A film zenéjét maga Zilbalodis szerezte, összesen hét óra anyagot komponált, amelyből 50 percet használtak fel a végleges verzióban. Gurwal Coïc-Gallas hangtervező valódi állathangokat alkalmazott a film szereplőinek megszólaltatásához, kivéve a kapibaráét. Mivel a kapibarák valódi hangjai túl magas hangfekvésűek és kellemetlenek voltak, egy bébi teve hangjait használták helyette, hogy jobban illeszkedjen a karakterhez.

## Zene
A film zenéjét Gints Zilbalodis és Matīss Kaža szerezték, a zenét a Milan Records adta ki 2024. november 1-jén.
Az összes dal szerzője Gints Zilbalodis és Rihards Zaļupe. 
| 1.    | Home               | 2:04 |
| 2.    | Dog Chase          | 1:34 |
| 3.    | Panic              | 0:59 |
| 4.    | Flood              | 5:24 |
| 5.    | Capybara           | 0:48 |
| 6.    | Unexpected Visitor | 0:32 |
| 7.    | Lemur              | 2:07 |
| 8.    | Bananas            | 1:27 |
| 9.    | Deer Cyclone       | 1:23 |
| 10.   | Windmill Island    | 2:11 |
| 11.   | Birds              | 3:45 |
| 12.   | Outcast            | 2:26 |
| 13.   | Showing Off        | 0:59 |
| 14.   | Abandoned City     | 2:24 |
| 15.   | Splash             | 1:38 |
| 16.   | Fishing            | 3:05 |
| 17.   | Storm              | 2:03 |
| 18.   | Flow Away          | 4:33 |
| 19.   | Forest Emerging    | 1:55 |
| 20.   | Amphitheater       | 1:51 |
| 21.   | Following          | 3:36 |
| 22.   | Reflection         | 3:29 |
| 23.   | Acceptance         | 2:43 |
| 53:51 |                    |      |

## Díjak és jelölések
Oscar díj a legjobb animációs filmnek (2025)